# Албанія на Дитячому пісенному конкурсі Євробачення
Албанія вперше взяла участь у Дитячому Євробаченні у 2012 році, коли конкурс проводився в Амстердамі, Нідерланди. Початковий дебют країни повинен був відбутися 2005 року, але з невідомих причин Албанія не підтвердила своєї участі. 
Найкращим результатом країни на конкурсі є 5 місце, яке здобула Мішела Рапо на конкурсі 2015, що відбувся у Софії, Болгарія.
Radio Televizioni Shqiptar (RTSH), як мовник Албанії, був організатором процесу відбору першого албанського учасника. RTSH раніше вже транслював конкурси 2005 і 2011 років.

## Історія

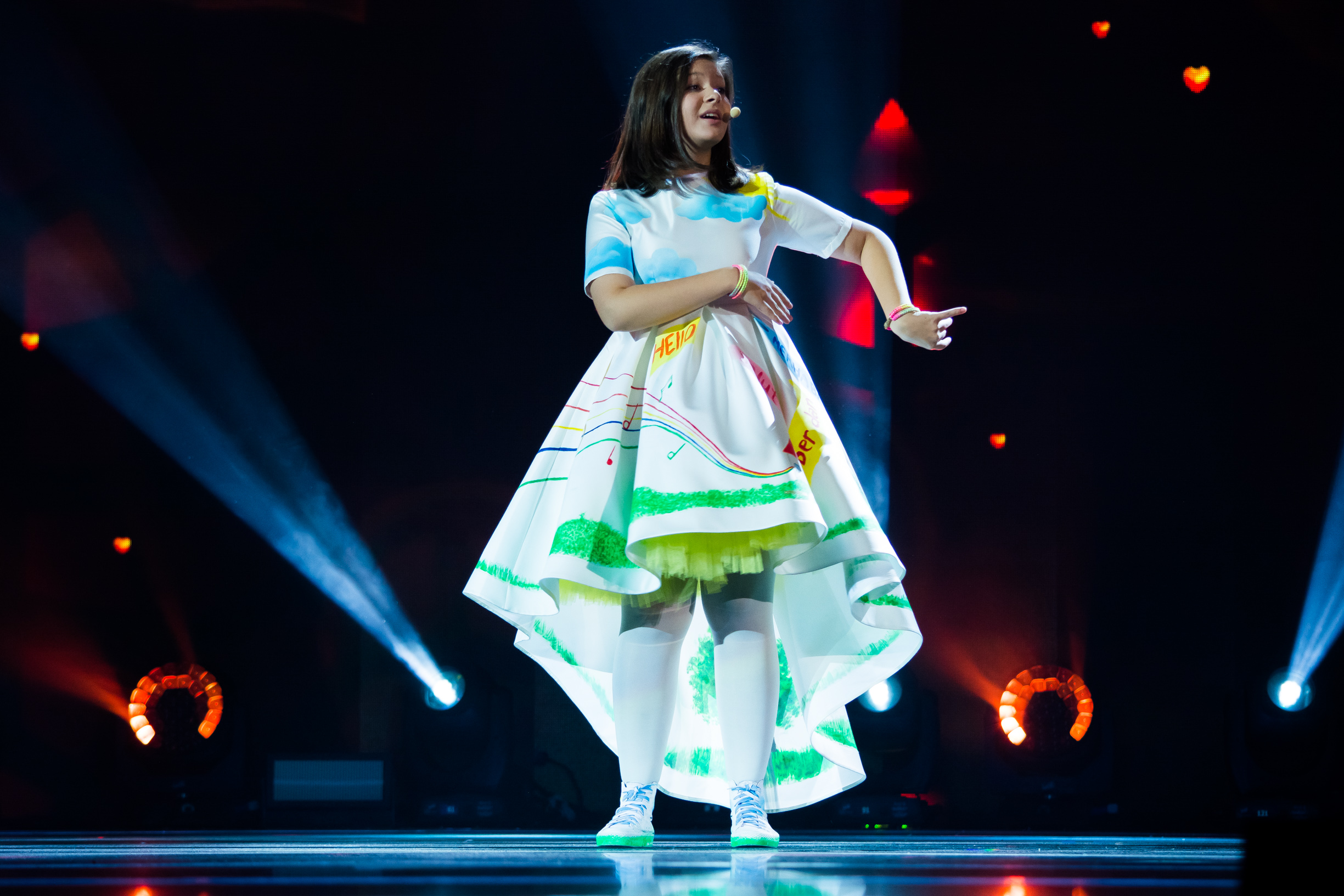
Мішела Рапо на Дитячому Євробаченні 2015

14 серпня 2012 року албанський національний мовник, Radio Televizioni Shqiptar (RTSH), оголосив, що дебютує на конкурсі 2012 року в Амстердамі, Нідерланди. Механізмом, який застосовувався для того часу для вибору представника, був національний відбір під назвою Junior Fest Albania 2012. Ігзідора Джета з піснею «Kam një këngë vetëm për ju» стала першою учасницею, яка представляла Албанію на конкурсі, та фінішувала на 12 (останньому) місці, набравши тридцять п'ять балів. Це залишається найгіршим результатом в Албанії за всю історію змагань.

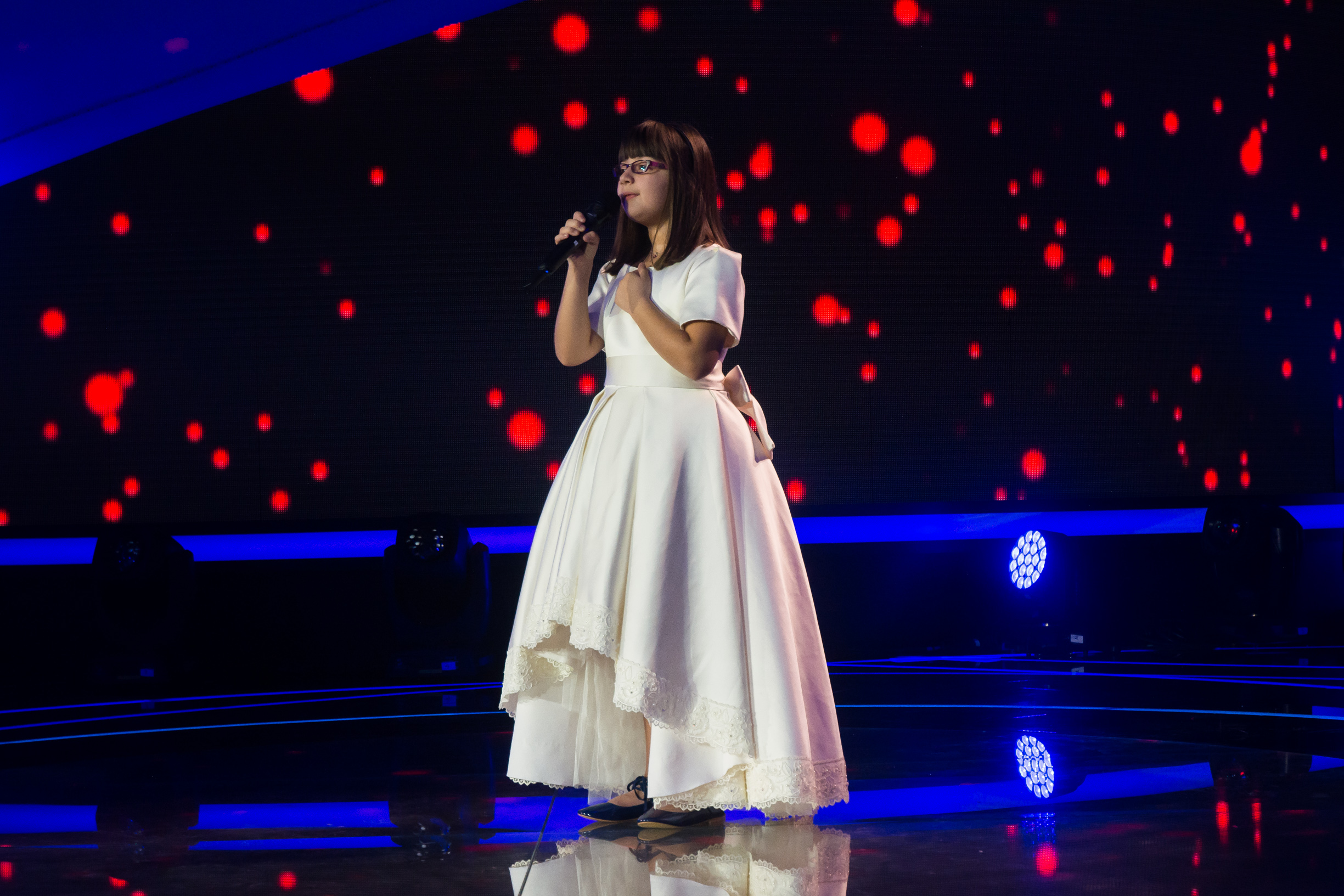
Клеста Джехая на Дитячому Євробаченні 2016

27 вересня 2013 року RTSH оголосила, що відмовляється від участі на конкурсі 2013 року, заявивши, що це пов'язано з фінансовими та організаційними проблемами.

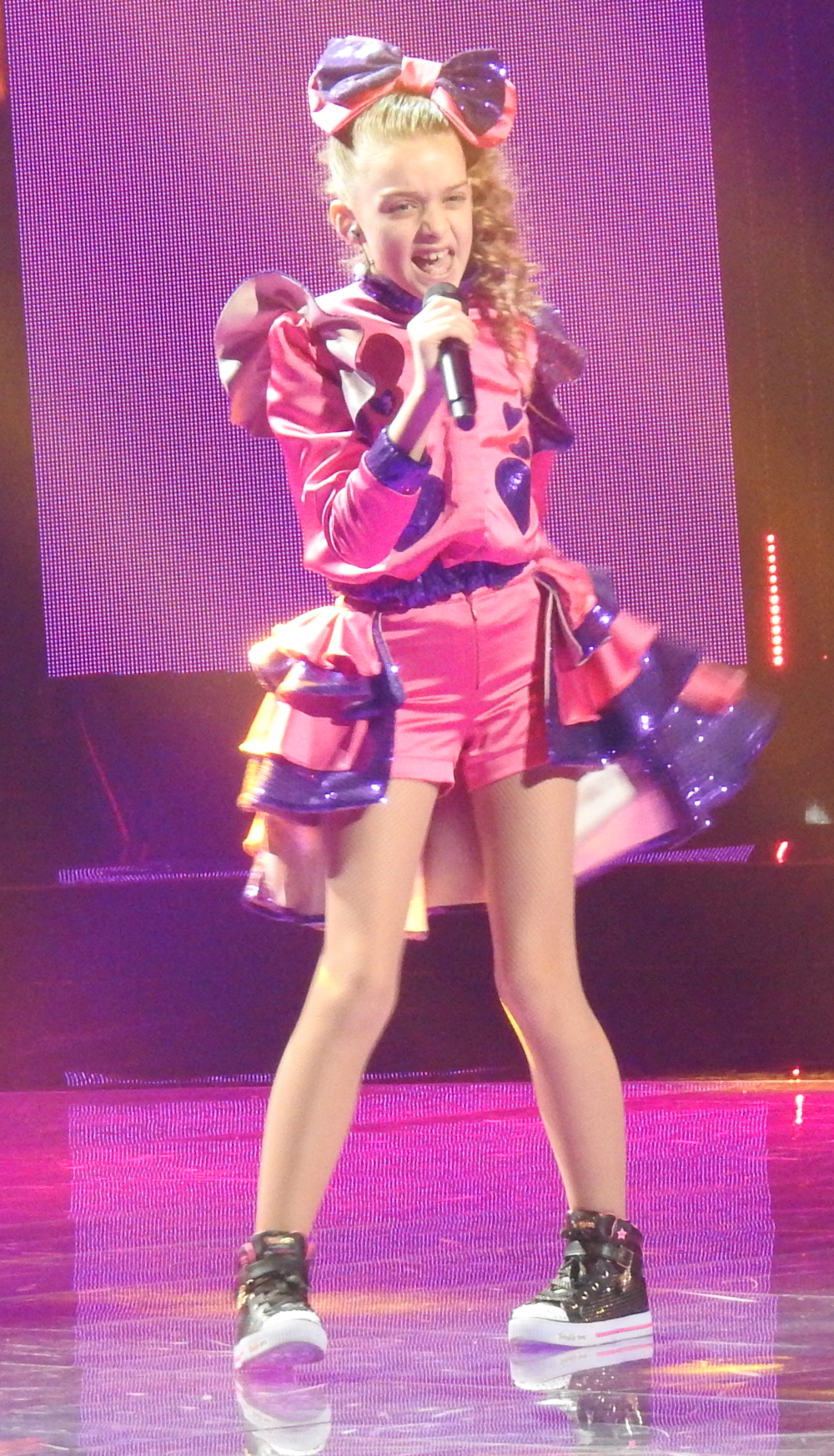
Ефі Джика в Мінську (2018)

13 березня 2015 року RTSH оголосила про повернення. Національне відбіркове шоу для визначення учасника 2015 року отримало назву Festivali i Këngës për Femije. Його переможницею стала Мішела Рапо з піснею «Dambaje». На конкурсі Рапо посіла п'яте місце, набравши 93 бали, показавши найкращий результат країни на Дитячому Євробаченні на сьогоднішній день.

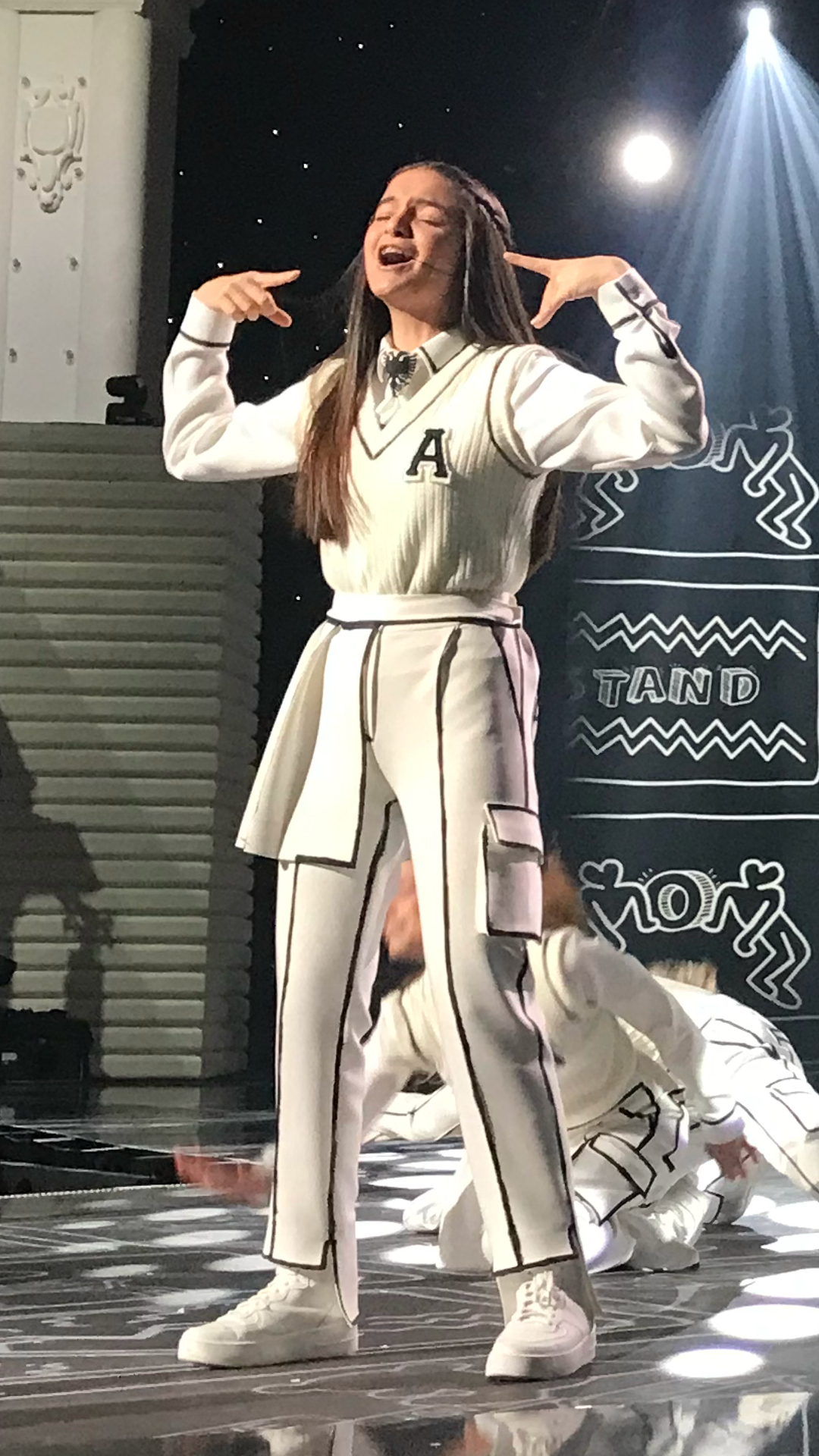
Анна Джербеа в Парижі (2021)

У період 2016-2023 років Албанія посідала 12 і 14 місця, а також двічі 13 та 17 місця. Найкращим результатом за цей період стало 8 місце зі 115 балами, яке здобула Віола Джузелі на Дитячому Євробаченні 2023. Окрім цього, країна відмовлялася від участі у 2020 році через пандемію COVID-19.

## Учасники
Умовні позначення

     Останнє місце

| Рік                               | Місце проведення | Виконавець     | Пісня                                                             | Фінал | Фінал |
| Рік                               | Місце проведення | Виконавець     | Пісня                                                             | Місце | Бали  |
| --------------------------------- | ---------------- | -------------- | ----------------------------------------------------------------- | ----- | ----- |
| 2012                              | Амстердам        | Ігзідора Джета | «Kam një këngë vetëm për ju» «У мене є пісня саме для тебе»       | 12    | 35    |
| Не брали участь у 2013-2014 роках |                  |                |                                                                   |       |       |
| 2015                              | Софія            | Мішела Рапо    | «Dambaje»                                                         | 5     | 93    |
| 2016                              | Валетта          | Клеста Джехая  | «Besoj» «Я вірю»                                                  | 13    | 38    |
| 2017                              | Тбілісі          | Ана Кодра      | «Don't Touch My Tree» (Mos ma prekni pemën) «Не чіпай моє дерево» | 13    | 67    |
| 2018                              | Мінськ           | Ефі Джика      | «Barbie» «Барбі»                                                  | 17    | 44    |
| 2019                              | Глівіце          | Ісеа Чілі      | «Mikja ime fëmijëri» «Мій друг дитинства»                         | 17    | 36    |
| Не брали участь 2020 року         |                  |                |                                                                   |       |       |
| 2021                              | Париж            | Анна Джербеа   | «Stand By You» «Поряд із тобою»                                   | 14    | 84    |
| 2022                              | Єреван           | Кейтлін Джата  | «Pakëz diell» «Трохи сонечка»                                     | 12    | 94    |
| 2023                              | Ніцца            | Віола Джузелі  | «Bota Ime» «Мій світ»                                             | 8     | 115   |
| 2024                              | Мадрид           | Ніколь Чабелі  | «Vallëzoj» «Танець»                                               | 7     | 126   |
| 2025                              | Тбілісі          | Кроні Пула     | «Fruta perime» «Фрукти та овочі»                                  |       |       |

## Історія голосування (2012—2024)

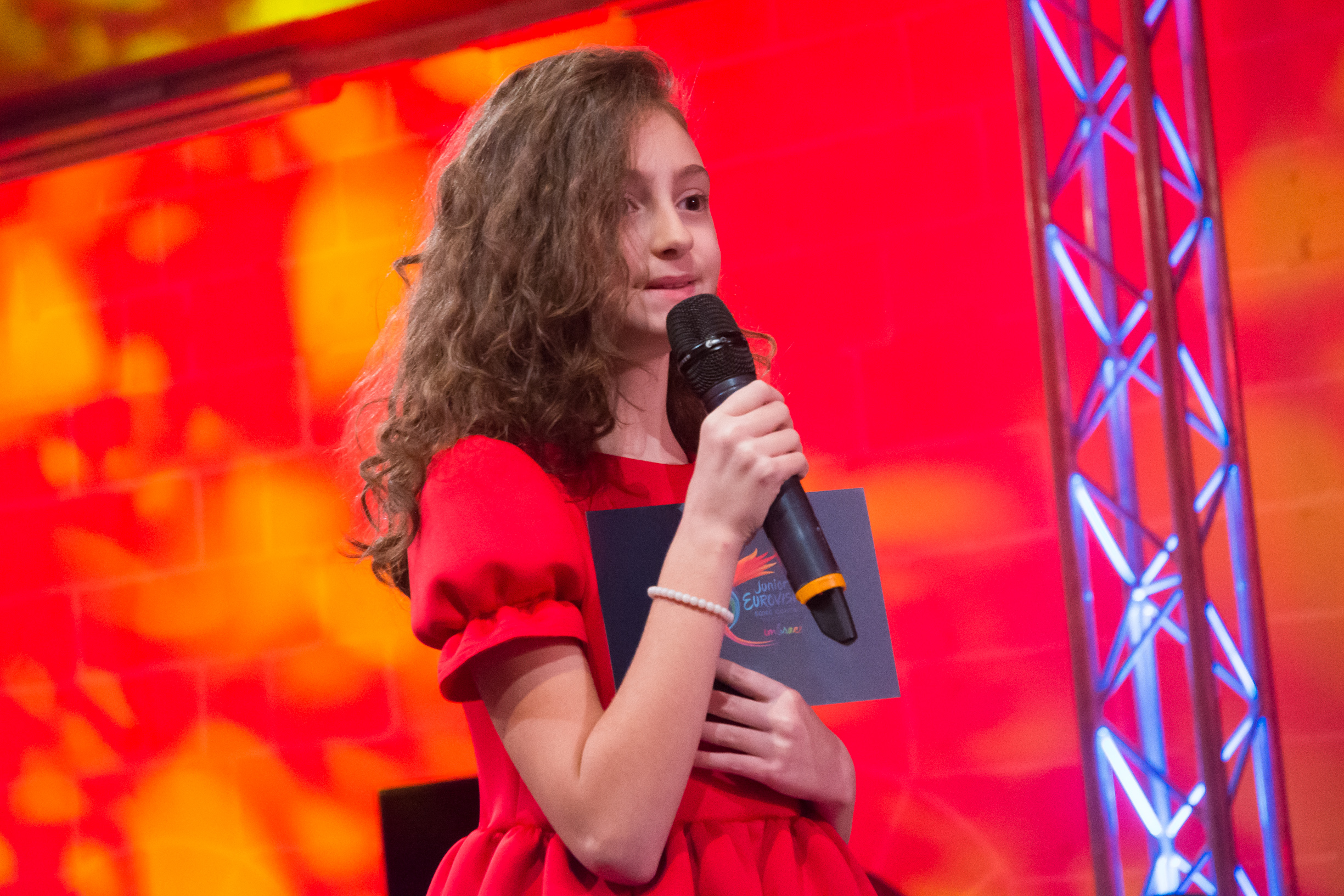
Юна Діздарі оголошує бали журі Албанії на Дитячому Євробаченні 2016

| №  | Дано               | Дано | Отримано           | Отримано |
| №  | Країна             | Очок | Країна             | Очок     |
| -- | ------------------ | ---- | ------------------ | -------- |
| 1  | Грузія             | 60   | Італія             | 41       |
| 2  | Вірменія           | 57   | Ірландія           | 41       |
| 3  | Північна Македонія | 55   | Вірменія           | 31       |
| 4  | Італія             | 50   | Північна Македонія | 28       |
| 5  | Франція            | 47   | Мальта             | 24       |
| 6  | Мальта             | 45   | Португалія         | 23       |
| 7  | Іспанія            | 38   | Польща             | 20       |
| 8  | Нідерланди         | 36   | Франція            | 19       |
| 9  | Польща             | 34   | Україна            | 18       |
| 10 | Україна            | 34   | Кіпр               | 17       |
| 11 | Австралія          | 25   | Росія              | 16       |
| 12 | Росія              | 21   | Сербія             | 16       |
| 13 | Велика Британія    | 18   | Австралія          | 15       |
| 14 | Азербайджан        | 17   | Грузія             | 15       |
| 15 | Болгарія           | 14   | Азербайджан        | 13       |
| 16 | Білорусь           | 13   | Естонія            | 13       |
| 17 | Швеція             | 12   | Велика Британія    | 11       |
| 18 | Ірландія           | 12   | Німеччина          | 11       |
| 19 | Казахстан          | 12   | Чорногорія         | 8        |
| 20 | Ізраїль            | 8    | Словенія           | 8        |
| 21 | Сербія             | 8    | Нідерланди         | 8        |
| 22 | Португалія         | 8    | Сан-Марино         | 7        |
| 23 | Бельгія            | 7    | Болгарія           | 6        |
| 24 | Молдова            | 4    | Казахстан          | 6        |
| 25 | Німеччина          | 2    | Іспанія            | 6        |
| 26 | Чорногорія         | 1    | Молдова            | 4        |
| 27 | Словенія           | —    | Білорусь           | 4        |
| 28 | Сан-Марино         | —    | Ізраїль            | 3        |
| 29 | Кіпр               | —    | Уельс              | 2        |
| 30 | Уельс              | —    | Швеція             | —        |
| 31 | Естонія            | —    | Бельгія            | —        |